# Authoison
Authoison est une commune française située dans le département de la Haute-Saône, en Franche-Comté, dans la région administrative Bourgogne-Franche-Comté.

## Géographie
| Échenoz-le-Sec |           | Filain        |
| Pennesières    | Authoison | Vy-lès-Filain |
| Quenoche       | Ruhans    | Villers-Pater |

### Climat
Pour des articles plus généraux, voir Climat de la Bourgogne-Franche-Comté et Climat de la Haute-Saône.
En 2010, le climat de la commune est de type climat de montagne, selon une étude du Centre national de la recherche scientifique s'appuyant sur une série de données couvrant la période 1971-2000. En 2020, Météo-France publie une typologie des climats de la France métropolitaine dans laquelle la commune est exposée à un climat semi-continental et est dans la région climatique Lorraine, plateau de Langres, Morvan, caractérisée par un hiver rude (1,5 °C), des vents modérés et des brouillards fréquents en automne et hiver.
Pour la période 1971-2000, la température annuelle moyenne est de 10,1 °C, avec une amplitude thermique annuelle de 17,1 °C. Le cumul annuel moyen de précipitations est de 1 088 mm, avec 12,9 jours de précipitations en janvier et 10 jours en juillet. Pour la période 1991-2020, la température moyenne annuelle observée sur la station météorologique de Météo-France la plus proche, « Rioz », sur la commune de Rioz à 9 km à vol d'oiseau, est de 11,2 °C et le cumul annuel moyen de précipitations est de 1 084,6 mm. 
La température maximale relevée sur cette station est de 39,6 °C, atteinte le 25 juillet 2019 ; la température minimale est de −21,8 °C, atteinte le 20 décembre 2009,,.
Les paramètres climatiques de la commune ont été estimés pour le milieu du siècle (2041-2070) selon différents scénarios d'émission de gaz à effet de serre à partir des nouvelles projections climatiques de référence DRIAS-2020. Ils sont consultables sur un site dédié publié par Météo-France en novembre 2022.

## Urbanisme

### Typologie
Au 1er janvier 2024, Authoison est catégorisée commune rurale à habitat dispersé, selon la nouvelle grille communale de densité à sept niveaux définie par l'Insee en 2022.
Elle est située hors unité urbaine. Par ailleurs la commune fait partie de l'aire d'attraction de Besançon, dont elle est une commune de la couronne,. Cette aire, qui regroupe 310 communes, est catégorisée dans les aires de 200 000 à moins de 700 000 habitants,.

### Occupation des sols
L'occupation des sols de la commune, telle qu'elle ressort de la base de données européenne d’occupation biophysique des sols Corine Land Cover (CLC), est marquée par l'importance des forêts et milieux semi-naturels (58,7 % en 2018), une proportion identique à celle de 1990 (58,7 %). La répartition détaillée en 2018 est la suivante : 
forêts (58,7 %), terres arables (19,4 %), prairies (10,2 %), zones agricoles hétérogènes (10 %), zones urbanisées (1,6 %). L'évolution de l’occupation des sols de la commune et de ses infrastructures peut être observée sur les différentes représentations cartographiques du territoire : la carte de Cassini (XVIIIe siècle), la carte d'état-major (1820-1866) et les cartes ou photos aériennes de l'IGN pour la période actuelle (1950 à aujourd'hui).

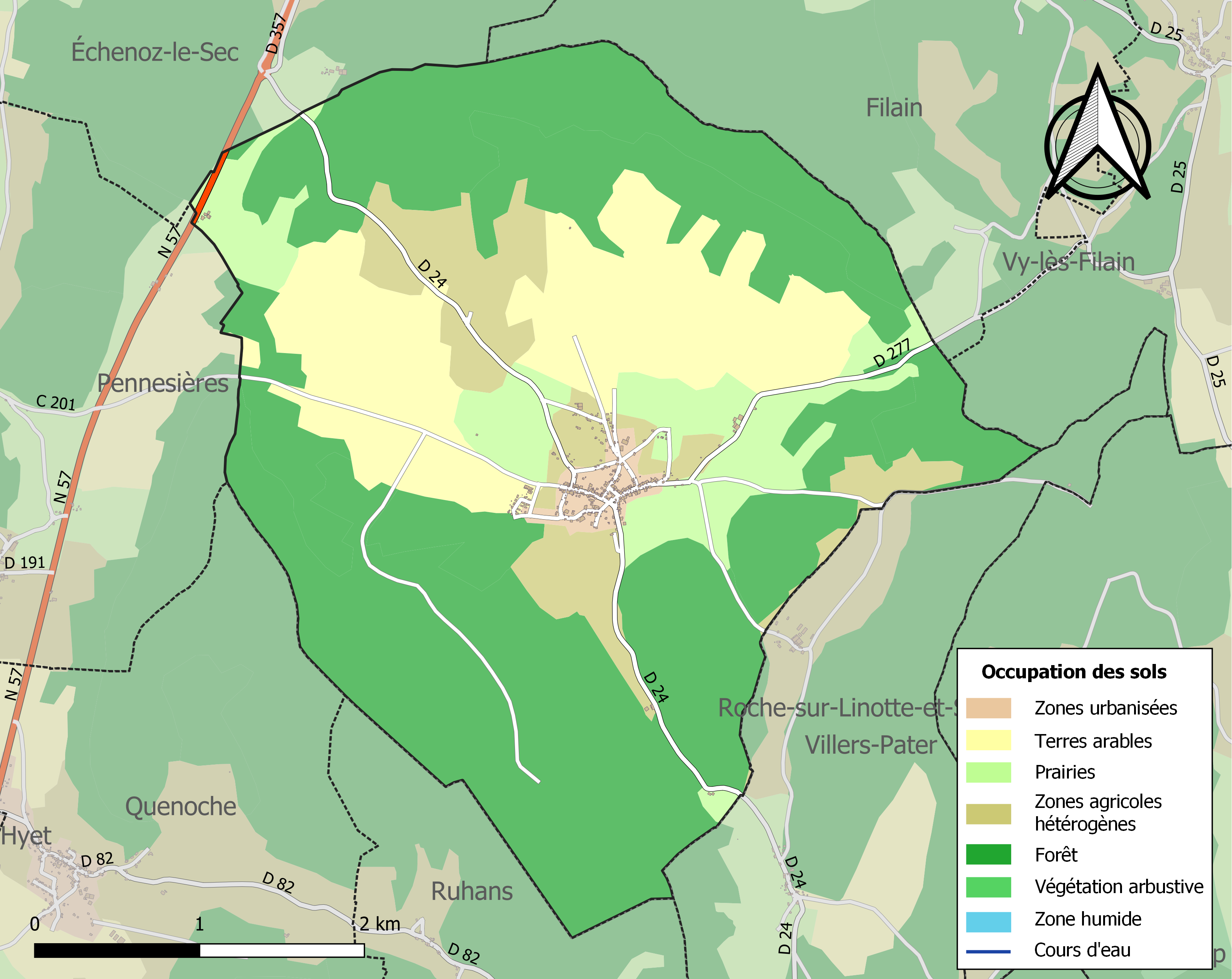
Carte des infrastructures et de l'occupation des sols de la commune en 2018 (CLC).

## Politique et administration

### Rattachements administratifs et électoraux
La commune fait partie de l'arrondissement de Vesoul du département de la Haute-Saône,  en région Bourgogne-Franche-Comté. Pour l'élection des députés, elle dépend de la deuxième circonscription de la Haute-Saône.
Authoison faisait partie depuis 1801 du canton de Montbozon. Dans le cadre du redécoupage cantonal de 2014 en France, la commune est rattachée au canton de Rioz.

### Intercommunalité
Authoison était membre de la communauté de communes du Pays de Montbozon, créée le 29 décembre 2000.
Dans le cadre de la mise en œuvre du schéma départemental de coopération intercommunale approuvé en décembre 2011 par le préfet de Haute-Saône, et qui prévoit notamment la fusion la fusion des communautés de communes du Pays de Montbozon et du Chanois, afin de former une nouvelle structure regroupant 27 communes et environ 6 500 habitants, la commune est membre depuis le 1er janvier 2014 de la communauté de communes du Pays de Montbozon et du Chanois.

### Liste des maires
| Période                                  | Période   | Identité          | Étiquette | Qualité                        |
| ---------------------------------------- | --------- | ----------------- | --------- | ------------------------------ |
| Les données manquantes sont à compléter. |           |                   |           |                                |
| mars 2001                                | mars 2008 | Georges Lyautey   | MPF       |                                |
| mars 2008                                | En cours  | Frédéric Tarrapey | DVD,      | Réélu pour le mandat 2014-2020 |

## Démographie
En 2022, Authoison comptait 314 habitants. À partir du XXIe siècle, les recensements réels des communes de moins de 10 000 habitants ont lieu tous les cinq ans. Les autres « recensements » sont des estimations.
| 1793 | 1800 | 1806 | 1821 | 1831 | 1836 | 1841 | 1846 | 1851 |
| ---- | ---- | ---- | ---- | ---- | ---- | ---- | ---- | ---- |
| 630  | 637  | 644  | 612  | 676  | 629  | 649  | 614  | 600  |

| 1856 | 1861 | 1866 | 1872 | 1876 | 1881 | 1886 | 1891 | 1896 |
| ---- | ---- | ---- | ---- | ---- | ---- | ---- | ---- | ---- |
| 569  | 515  | 502  | 434  | 415  | 432  | 403  | 365  | 356  |

| 1901 | 1906 | 1911 | 1921 | 1926 | 1931 | 1936 | 1946 | 1954 |
| ---- | ---- | ---- | ---- | ---- | ---- | ---- | ---- | ---- |
| 381  | 367  | 332  | 279  | 247  | 247  | 259  | 250  | 192  |

| 1962 | 1968 | 1975 | 1982 | 1990 | 1999 | 2005 | 2006 | 2010 |
| ---- | ---- | ---- | ---- | ---- | ---- | ---- | ---- | ---- |
| 208  | 179  | 197  | 223  | 227  | 214  | 255  | 260  | 288  |

| 2015 | 2020 | 2022 | - | - | - | - | - | - |
| ---- | ---- | ---- | - | - | - | - | - | - |
| 319  | 312  | 314  | - | - | - | - | - | - |

## Culture locale et patrimoine

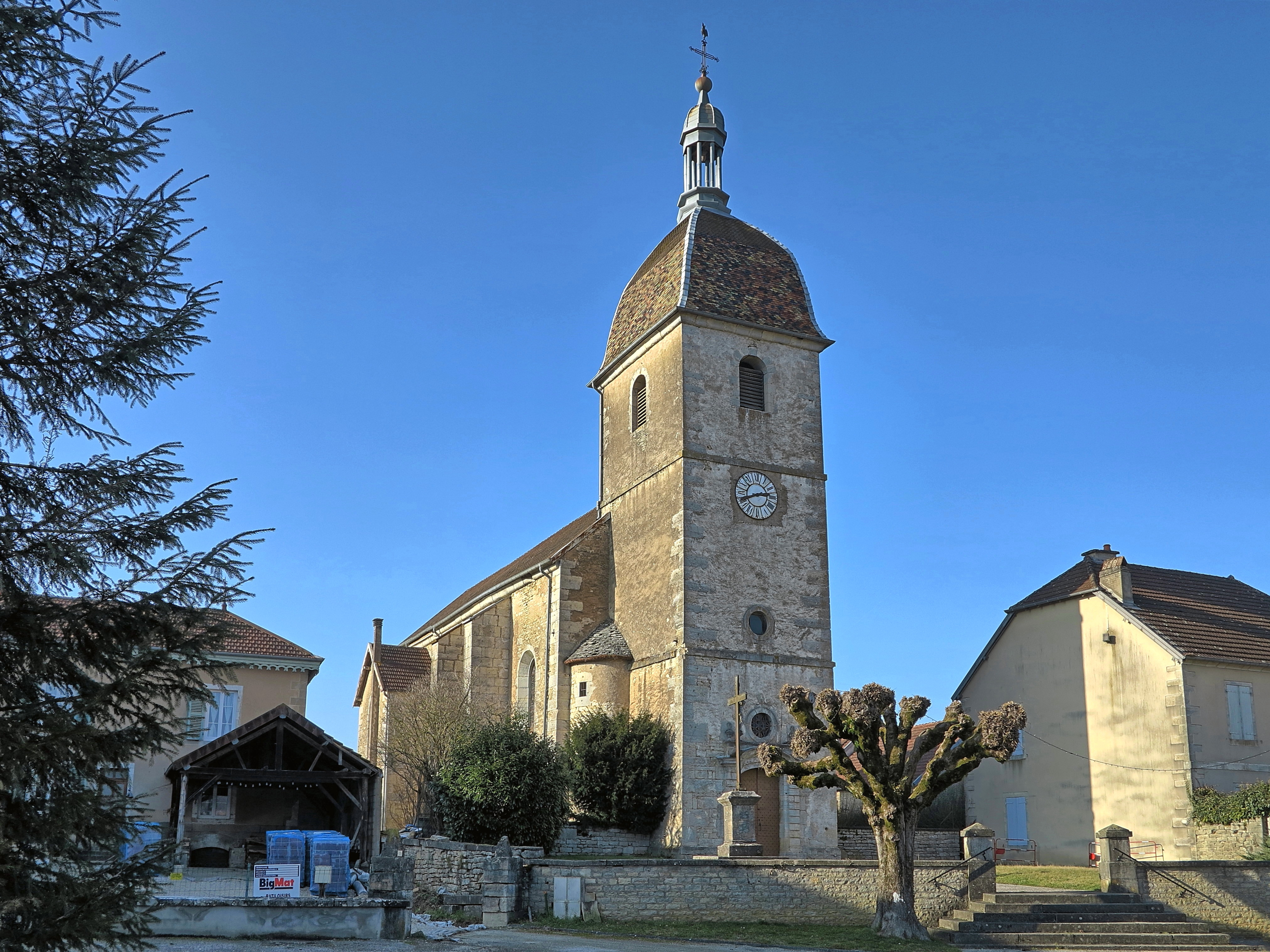
L'église.

### Lieux et monuments
- L'église Saint-Étienne date du XVIIIe siècle. On peut voir un remarquable clocher à lanterne. Ce lieu de culte catholique est situé dans le diocèse de Besançon, il dépend de la paroisse du Pays riolais.
- Lavoir couvert et fermé avec belles ouvertures en arcade : bassin de lavage intérieur et abreuvoir extérieur.
- Source de l'Authoison affluent de la Quenoche.

### Personnalités liées à la commune
- Claude Germain Rousselot (1723-1795), né à Authoison, curé de Thiénans, député du clergé aux États généraux de 1789.
- Lucien Bersot, né le 7 juin 1881 à Authoison dans une famille de petits paysans. C'est un soldat fusillé pour l'exemple. Lucien était maréchal-ferrant, marié et père d'une petite fille. Comme il n'y avait plus en magasin de pantalon réglementaire, Lucien Bersot ne pouvait porter que celui en toile blanc fourni avec le paquetage remis lors de l'incorporation. Grelottant de froid dans les tranchées, il demanda le 11 février 1915 au sergent-fourrier un pantalon de laine identique à ceux que portaient ses camarades. Le sergent lui proposa alors un pantalon en loques et maculé de sang, pris sur un soldat mort, ce que Bersot refusa. Pour ce refus, Lucien Bersot se vit infliger une peine de huit jours de prison par le lieutenant André. Mais le lieutenant-colonel Auroux, commandant du régiment, estima cette punition insuffisante et demanda sa comparution en Conseil de guerre spécial, véritable Cour martiale. Comme de nouvelles recrues encore non aguerries venaient d'arriver, son intention était manifestement de faire un exemple de discipline militaire. Traduit pour "refus d'obéissance" le 12 février 1915 devant le Conseil de guerre "spécial" du régiment, présidé par Auroux, Bersot y fut condamné à mort. La peine infligée ne correspondait alors nullement au code de justice militaire car le délit avait été constaté à l'arrière et non au contact de l'ennemi. Deux compagnons du condamné intervinrent alors auprès du lieutenant-colonel pour tenter d'adoucir la sentence, mais ne furent pas entendus et se virent punis à leur tour de travaux forcés en Afrique du Nord. D'autres encore refusèrent de tirer sur leur camarade lors de son exécution. Le destin tragique de Lucien Bersot a été conté dans un livre d'Alain Scoff, Le Pantalon, paru en 1982 chez Jean-Claude Lattès et réédité en 1998. Il donna également lieu à un téléfilm d'Yves Boisset, diffusé sur France 2 en 1999.
- Mickaël Ravaux, ancien footballeur professionnel habita à Authoison.
- Anne Marie Malingrey (1904-2002) professeur de Lettres classiques avait des attaches familiales à Authoison. Ses parents Emile Malingrey et Jeanne Rousselot s'étaient mariés à Authoison le 3 septembre 1901. La plupart des lettres qu'elle reçut de Louise Pikovsky lui furent adressées à Authoison, commune où elle se trouvait en villégiature - probablement dans sa famille, à l'époque.